# Görg Haverkate
Görg Haverkate (* 2. August 1942 in Essen; † 30. Dezember 2006 in der Bretagne) war ein deutscher Rechtswissenschaftler und Hochschullehrer für öffentliches Recht. Hervorgetreten ist er durch Arbeiten im Sozial- und Staatsrecht sowie der Rechtsphilosophie.

## Leben
Haverkate studierte in den Jahren 1964 bis 1968 Rechtswissenschaften an den Universitäten Tübingen und Münster; danach war er von 1968 bis 1971 Referendar in Köln.
Von 1971 bis 1977 arbeitete er als wissenschaftlicher Assistent an der Universität zu Köln bei Martin Kriele; im Jahre 1976 erfolgte dort die Promotion mit einer Arbeit zum Thema „Gewissheitsverluste im juristischen Denken - Zur politischen Funktion der juristischen Methode“, die die politischen Gehalte juristischer Methodendiskussionen in einem ideologiekritischen Sinne historisch nachzeichnete.
Haverkate wurde im Jahre 1981 an der Universität zu Köln in den Fächern Öffentliches Recht und Allgemeine Staatslehre habilitiert. Die Habilitationsschrift „Rechtsfragen des Leistungsstaats. Verhältnismäßigkeitsgebot und Freiheitsschutz im leistenden Staatshandeln“ auf einer weit ausgreifenden historischen und staatsphilosophischen Grundlage analysierte das Verhältnismäßigkeitsgebot als ein Instrument der Kontrolle des modernen Leistungs- und Interventionsstaates und der von diesem Staatsverständnis bewirkten Freiheitsgefahren.
von 1984 bis 1989 lehrte Haverkate als Professor an der Universität Frankfurt. Im Jahre 1989 wurde er als ordentlicher Professor auf den Lehrstuhl für Sozialrecht, Staats- und Verwaltungsrecht, Allgemeine Staatslehre an die Universität Heidelberg berufen. Seit 1998 war er außerdem Direktor des Instituts für Deutsches, Europäisches und Internationales Medizinrecht, Gesundheitsrecht und Bioethik der Universitäten Heidelberg und Mannheim (IMGB).

## Schriften (Auswahl)
- Görg Haverkate/Stefan Huster: Europäisches Sozialrecht. Eine Einführung. Nomos, Baden-Baden 1999.
- Görg Haverkate: Verfassungslehre. Verfassung als Gegenseitigkeitsordnung. Beck, München 1992.
- Görg Haverkate: Rechtsfragen des Leistungsstaats. Verhältnismäßigkeitsgebot und Freiheitsschutz im leistenden Staatshandeln. Mohr, Tübingen 1983 (zugl. Habilitationsschrift, Köln 1981).
- Görg Haverkate: Gewissheitsverluste im juristischen Denken. Zur politischen Funktion der juristischen Methode. Duncker und Humblot, Berlin 1977 (zugl. Dissertation, Köln 1977).